# 上徳寺
上徳寺（じょうとくじ）は、京都市下京区本塩竈町にある浄土宗の寺院。山号は塩竈山（えんそうざん）。本尊は阿弥陀如来。通称の世継地蔵（よつぎじぞう）で知られる。

## 歴史
慶長8年（1603年）に徳川家康の側室阿茶局が、家康の娘・泰誉院とその母・上徳院の菩提を弔うために、阿茶局の叔父である伝誉一阿を開山として建立したとされる。本尊は、家康が近江国矢橋の鞭崎八幡宮から移させたと伝えられる阿弥陀如来像で、伝快慶の作という。
平安時代この地には、陸奥国の塩竈の風景を模した庭園で有名な源融の邸宅・河原院があった。江戸時代の『都名所図会』によれば、境内には「塩竈明神」があったとされるが現存しない。
天明8年（1788年）1月30日の天明の大火で全焼するが、再建されている。次いで元治元年（1864年）7月19日の禁門の変後の大火・どんどん焼けでも全焼するが、新たな本堂として明治時代に永観堂の祖師堂を移築し、再興された。

## 境内
- 本堂 - 宝暦3年（1753年）に建てられた永観堂の祖師堂を明治時代に現在地に移築したもの。
- 客殿 - 聖護院より明治時代に現在地に移築。
- 庭園 - 枯山水庭園。
  - 七重石塔
- 庫裏
- 世継地蔵堂 - 山門からの参道は正面の本堂とは別に左手奥に続いており世継地蔵堂に至る。そのお堂に江戸時代より安産と子授けで知られた世継地蔵尊が祀られている。明暦2年（1656年）と享保年間（1716年 - 1736年）の中頃（1720年頃）に地蔵菩薩の祥瑞があったとされ、以後、巷間の信仰を集めるようになった。孝明天皇の典侍・中山慶子も当寺を参詣して後に明治天皇を無事出産している。
- 身代り地蔵堂
- はがため地蔵堂
- 延命地蔵堂 - 2つある。
- 阿茶局の墓
- 泰誉院供養塔
- 徳川秀忠供養塔
- 堀内雲鼓の墓 - 境内には雲鼓作の「日のめぐみ うれしからずや 夏木立」（冠句）の句碑もある。
- 山門

## 文化財

### 京都市指定有形文化財
- 木造阿弥陀如来立像（彫刻） - 2017年（平成29年）3月31日指定[1]。

### 国指定重要文化財
- 木造阿弥陀如来立像（彫刻） - 2023年（令和5年）6月27日指定[2]。

## 御詠歌
- 「ありがたや めぐみふかきを 千代かけて　いゑの世つぎを まもるみほとけ」

## 年中行事
- 1月2日　修正会
- 2月8日　世継地蔵尊大祭　柴灯護摩供
- 8月23日　地蔵盆法会　厄除けほおずき授与
- 11月23日　写経菩薩法会・水子総供養会[3]

## 前後の札所
通称寺の会（世継地蔵）

## 交通
- 京阪電車 清水五条駅 下車 徒歩約5分
- 京都市バス 河原町五条停留所 下車 徒歩約2分